# La Pradera
La Pradera är en ort i Mexiko.   Den ligger i kommunen El Marqués och delstaten Querétaro Arteaga, i den centrala delen av landet, 190 km nordväst om huvudstaden Mexico City. La Pradera ligger 2 037 meter över havet och antalet invånare är 6 619.
Terrängen runt La Pradera är kuperad åt nordväst, men åt sydost är den platt. Runt La Pradera är det ganska tätbefolkat, med 120 invånare per kvadratkilometer. Närmaste större samhälle är Santiago de Querétaro, 9,2 km sydväst om La Pradera. Omgivningarna runt La Pradera är en mosaik av jordbruksmark och naturlig växtlighet.